# Ново-Алексеевское (Липецкая область)
Ново-Алексеевское — упразднённая деревня в Данковском районе Липецкой области России. На момент упразднения входила в состав Авдуловского сельсовета (в настоящее время территория Воскресенского сельсовета). Исключена из учётных данных в 2001 г.

## География
Располагалась к востоку от реки Птань, на расстоянии примерно 3 километрах (по прямой) к северо-востоку от села Авдулово.

## История
Деревня упразднена постановлением главы администрации Липецкой области от 09 июля 2001 года № 110.